# キングストン (ノーフォーク島)

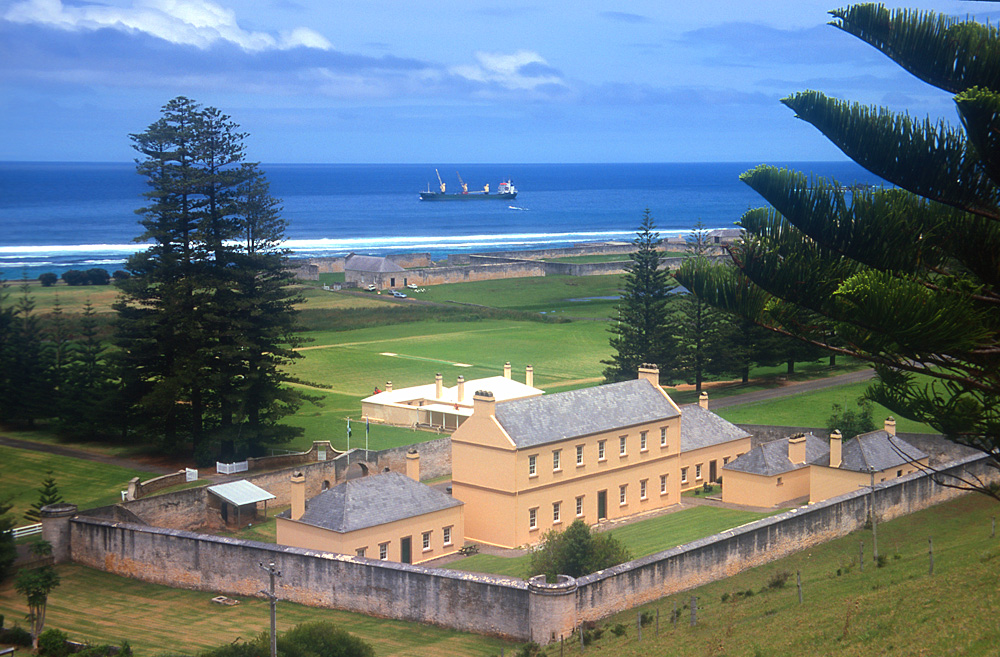
刑務所跡

キングストン（英語: Kingston, ノーフォーク語：Daun a'Taun）は南太平洋に浮かぶオーストラリア領ノーフォーク島の首都である。人口は341人（2015年）。
イギリスによるオーストラリアのニューサウスウェールズ州（シドニー）の入植してすぐ、1788年アーサー・フィリップ総監の命令により、フィリップ・ギドリー・キング中尉が22人（うち15人が囚人）の移民の入植者を引き連れて、軍艦サプライ号でノーフォーク島へ入植に出発し、彼らは、ノーフォーク島にある現在のスローター湾と呼ばれる湾の場所付近の場所に到着した。そして、その場所にキングストンを建設した。入植当初は流刑植民地として、大勢の重罪人をノーフォーク島へ移送していたが、1856年に194人のバウンティ号の反乱者の子孫がピトケアン島からノーフォーク島に住み着き現在その子孫の住民がほとんどである。
キングストンの集落地には流刑植民地時代の名残りとして、刑務所や囚人のバラックや、歴史的建造物の跡地など現在でも残っている。　

## 気候
| キングストンの気候     | キングストンの気候 | キングストンの気候 | キングストンの気候 | キングストンの気候 | キングストンの気候 | キングストンの気候 | キングストンの気候 | キングストンの気候 | キングストンの気候 | キングストンの気候 | キングストンの気候 | キングストンの気候 | キングストンの気候 |
| 月                     | 1月                | 2月                | 3月                | 4月                | 5月                | 6月                | 7月                | 8月                | 9月                | 10月               | 11月               | 12月               | 年                 |
| ---------------------- | ------------------ | ------------------ | ------------------ | ------------------ | ------------------ | ------------------ | ------------------ | ------------------ | ------------------ | ------------------ | ------------------ | ------------------ | ------------------ |
| 平均最高気温 °C （°F） | 26 (78)            | 25 (77)            | 24 (76)            | 23 (73)            | 21 (69)            | 19 (67)            | 18 (65)            | 18 (65)            | 19 (67)            | 21 (69)            | 22 (72)            | 24 (75)            | 21.7 (71.1)        |
| 平均最低気温 °C （°F） | 19 (67)            | 20 (68)            | 19 (67)            | 18 (65)            | 16 (61)            | 16 (60)            | 14 (57)            | 13 (56)            | 14 (57)            | 16 (60)            | 17 (62)            | 18 (65)            | 16.7 (62.1)        |
| 降水量 mm （inch）     | 84 (3.3)           | 109 (4.3)          | 94 (3.7)           | 130 (5)            | 145 (5.7)          | 140 (5.5)          | 155 (6.1)          | 137 (5.4)          | 94 (3.7)           | 94 (3.7)           | 66 (2.6)           | 86 (3.4)           | 1,334 (52.4)       |
| 出典：Weatherbase      |                    |                    |                    |                    |                    |                    |                    |                    |                    |                    |                    |                    |                    |